# 大島九州男
大島 九州男（おおしま くすお、1961年〈昭和36年〉6月11日 - ）は、日本の政治家。れいわ新選組所属の参議院議員（3期）。参議院内閣委員長、れいわ新選組参議院国会対策委員長などを歴任。

## 来歴
福岡県直方市生まれ。日本大学第二高等学校、日本大学法学部政治経済学科卒業。実家の工場の職員を経て、1985年から学習塾やテニス教室を経営、全国学習塾協会顧問。1991年、直方市議会議員選挙に立候補し当選。その後、市議を3期12年間務め、その間に全国若手市議会議員の会の第2代会長も務めた。
2003年の第43回衆議院議員総選挙、2005年の第44回衆議院議員総選挙に民主党公認で福岡8区から立候補したが、自由民主党の麻生太郎に敗れた。2007年の第21回参議院議員通常選挙に比例代表で立候補し、初当選。2013年の第23回参議院議員通常選挙に比例代表で立候補し、再選。2015年の民主党代表選挙では長妻昭の推薦人に名を連ねるが、長妻は1回目の投票で最下位に終わる。
2018年5月7日、民進党と希望の党の合流により結党された国民民主党に参加。
同日、常任監査に就任した。2019年7月21日の第25回参議院議員通常選挙に比例代表で立候補するが、得票数87,740票、党内候補者14人中6位で落選。
2020年11月、次期衆議院議員総選挙にれいわ新選組の公認候補として福岡8区からの立候補が内定した。2021年10月の第49回衆議院議員総選挙に同区から立候補したが自民党の麻生太郎に敗れ3人中最下位で落選し、比例復活もならなかった。
2022年4月8日、れいわ新選組から第26回参議院議員通常選挙比例代表での擁立が発表された。同年7月10日実施の参院選でれいわ新選組は比例代表に特定枠1人を含め計9人の候補者を擁立し、2議席を獲得するが、2番目の得票数（特定枠を含むと3番目）により、次点で落選した。
2023年1月16日に比例名簿上位で当選していた水道橋博士が議員辞職したことにより、翌17日の選挙会で繰り上げ当選となった。山本太郎代表は会見で残りの任期を有効に活用したいとして、大島以下得票順の名簿登載者5名（大島、長谷川羽衣子、辻恵、蓮池透、依田花蓮）を1年おきに辞職させて議員を務める方針を公表した。しかし、同年12月13日に山本はローテーションによる交代を当面見送ると表明。党関係者によれば大島が辞職に納得せず、合意に至らなかったとしている。繰り上げ当選後より党参議院国会対策委員長を務め、2025年8月6日に退任。

## 政策・主張

### 憲法
- 憲法改正について、2022年のNHKのアンケートで「反対」と回答[15]。
- 9条改憲について、2022年の毎日新聞社のアンケートで「反対」と回答[16]。9条への自衛隊の明記について、2022年のNHKのアンケートで「反対」と回答[15]。
- 憲法を改正し緊急事態条項を設けることについて、2022年のNHKのアンケートで「反対」と回答[15]。

### 外交・安全保障
- 敵基地攻撃能力を持つことについて、2022年のNHKのアンケートで「反対」と回答[15]。
- 普天間基地の辺野古移設について、2022年の毎日新聞社のアンケートで「反対」と回答[16]。
- ロシアは2022年2月24日、ウクライナへの全面的な軍事侵攻を開始した[17]。日本政府が行ったロシアに対する制裁措置についてどう考えるかとの問いに対し、2022年のNHKのアンケートで「厳しすぎる」と回答[15]。同年の毎日新聞社のアンケートで「制裁をより弱めるべきだ」と回答[16]。
- 2022年6月7日、政府は経済財政運営の指針「骨太方針」を閣議決定した。NATO加盟国が国防費の目標としている「GDP比2％以上」が例示され、防衛力を5年以内に抜本的に強化する方針が明記された[18]。「防衛費を今後どうしていくべきだと考えるか」との問いに対し、2022年のNHKのアンケートで「今の程度でよい」と回答[15]。
- 徴用工訴訟問題や慰安婦問題などをめぐり日韓の対立が続くなか、関係改善についてどう考えるかとの問いに対し、2022年の毎日新聞社のアンケートで「互いに譲歩すべきだ」と回答[16]。

### ジェンダー
- 選択的夫婦別姓制度の導入について、2022年のNHK、毎日新聞社のアンケートで「賛成」と回答[15][16]。
- 同性婚を可能とする法改正について、2022年のNHK、毎日新聞社のアンケートで「賛成」と回答[15][16]。
- クオータ制の導入について、2022年のNHKのアンケートで「賛成」と回答[15]。

### その他
- アベノミクスについて、2022年の毎日新聞社のアンケートで「評価できず、見直すべきだ」と回答[16]。
- 「原子力発電への依存度を今後どうするべきか」との問題提起に対し、2022年のNHKのアンケートで「ゼロにすべき」と回答[15]。
- 国会議員の被選挙権年齢の引き下げについて、2022年の毎日新聞社のアンケートで「賛成」と回答[16]。
- 2010年9月26日には『「高校無償化」からの朝鮮学校排除に反対する全国集会』に参加し、高校無償化法を朝鮮学校、高等専修学校に適用するように働きかけることを約束した[19]。
- 2014年4月21日、民主党参議院議員の蓮舫や社会民主党党首の吉田忠智と連名で、第2次安倍内閣が目指す憲法解釈変更による集団的自衛権の行使容認を支持しないようアメリカ大統領のバラク・オバマに求める文書を在日米大使館に提出した[20]。

## 所属していた議員連盟
所属していた議員連盟は次のとおり。
- 超党派 民間教育を考える議員連盟（事務局長）
- 旧公団(UR)居住安定化推進議員連盟（会長）
- 水俣病被害者とともに歩む国会議員連絡会（事務局長）
- 仏教議連（事務局長）
- 民間航空振興議連（事務局長）
- 私学振興推進議連（事務局長）
- 塾教育を考える議連（事務局長）
- テニス振興議連（事務局長）
- 理数・科学技術教育推進議連（事務局長）
- 柔道整復師小委員会（事務局長）
- アジア・太平洋国会議員連合協同組合振興研究議連
- 人権政策推進議連
- 統合医療を普及･促進する議連環境整備
- 生活排水適正処理推進議連
- 司法書士制度推進議連
- 消防団支援議連
- 土地家屋調査士制度推進議連
- 日本バス議連
- 野球振興議連
- 税理士制度推進議連
- 海事振興連盟
- 高レベル放射性廃棄物等の最終処分議連
- 参議院日本モンゴル友好議連
- 島の振興議連
- 地球環境国際議連
- 日本･台湾安保経済研究会
- 日本･ラオス友好議連
- インクルーシブ教育を推進する議連
- 中小企業政策推進議連
- トラック議連
- 再生可能エネルギー･省エネ技術促進議連
- タクシー政策議連

## 所属団体・役職
- 下関北九州道路整備促進期成同盟会（顧問）[22]

## 人物
- 立正佼成会の会員であり[23]、第21回参議院議員通常選挙では風間直樹と共に新日本宗教団体連合会と立正佼成会から推薦を受け、第23回参議院議員通常選挙では単独で立正佼成会から支援を受けた[24]。一般社団法人日本青少年育成協会顧問。
- 民主党戦後処理プロジェクト・チームの第二次大戦時の連合国捕虜問題小委員会の事務局長を務めた[25]。

## 政治資金
- 2011年6月19日、大島は「東日本大震災復興・支援する集い」と銘打った政治資金パーティーを北九州市内で開き、被災者への義援金とともに自らの活動資金を集めていた。大島の事務所はパーティーの総収入約350万円のうち、収入の7割が経費、義援金に充てるのは約40万で、残りの約70万円は政治資金にすると説明。大島は取材に対し「例年に比べて集まった資金も少なく、震災に便乗したわけではない」と説明したが、識者からは「震災に便乗した資金集め」との指摘も出た[26]。
- 2016年3月、自身が代表を務める政治団体の2012年から2014年の収支報告書において、秘書ではない長男の飲食代計約109万円を記載していたとして民主党の常任幹事会において厳重注意措置を受けた[27][28]。